# 克里斯蒂安·里卡尔·托马斯
克里斯蒂安·里卡尔·托马斯（丹麥語：Christian Richard Thomas，1896年2月7日—1970年10月4日），丹麦男子竞技体操运动员。他曾代表丹麦获得1920年夏季奥运会体操比赛男子团体自由式金牌。